# Толпаровська сільська рада
Толпа́ровська сільська рада (рос. Толпаровский сельский совет) — муніципальне утворення у складі Гафурійського району Башкортостану, Росія. Адміністративний центр — присілок Толпарово.

## Населення
Населення — 237 осіб (2019, 265 в 2010, 283 в 2002).

## Склад
До складу поселення входять такі населені пункти:
| Населений пункт     | Населення, осіб (2002) | Населення, осіб (2010) |
| ------------------- | ---------------------- | ---------------------- |
| Зірікли, присілок   | 34                     | 29                     |
| Толпарово, присілок | 249                    | 236                    |